# Tannenbusch und Teichlandschaft Groß Mehßow
Das Naturschutzgebiet Tannenbusch und Teichlandschaft Groß Mehßow liegt auf dem Gebiet der Stadt Calau im Landkreis Oberspreewald-Lausitz in Brandenburg.
Das Gebiet mit der Kenn-Nummer 1107 wurde mit Verordnung vom 16. Januar 1997 unter Naturschutz gestellt. Das rund 203 ha große Naturschutzgebiet erstreckt sich südwestlich des Calauer Ortsteils Groß Mehßow.